# Llywelyn Ostatni

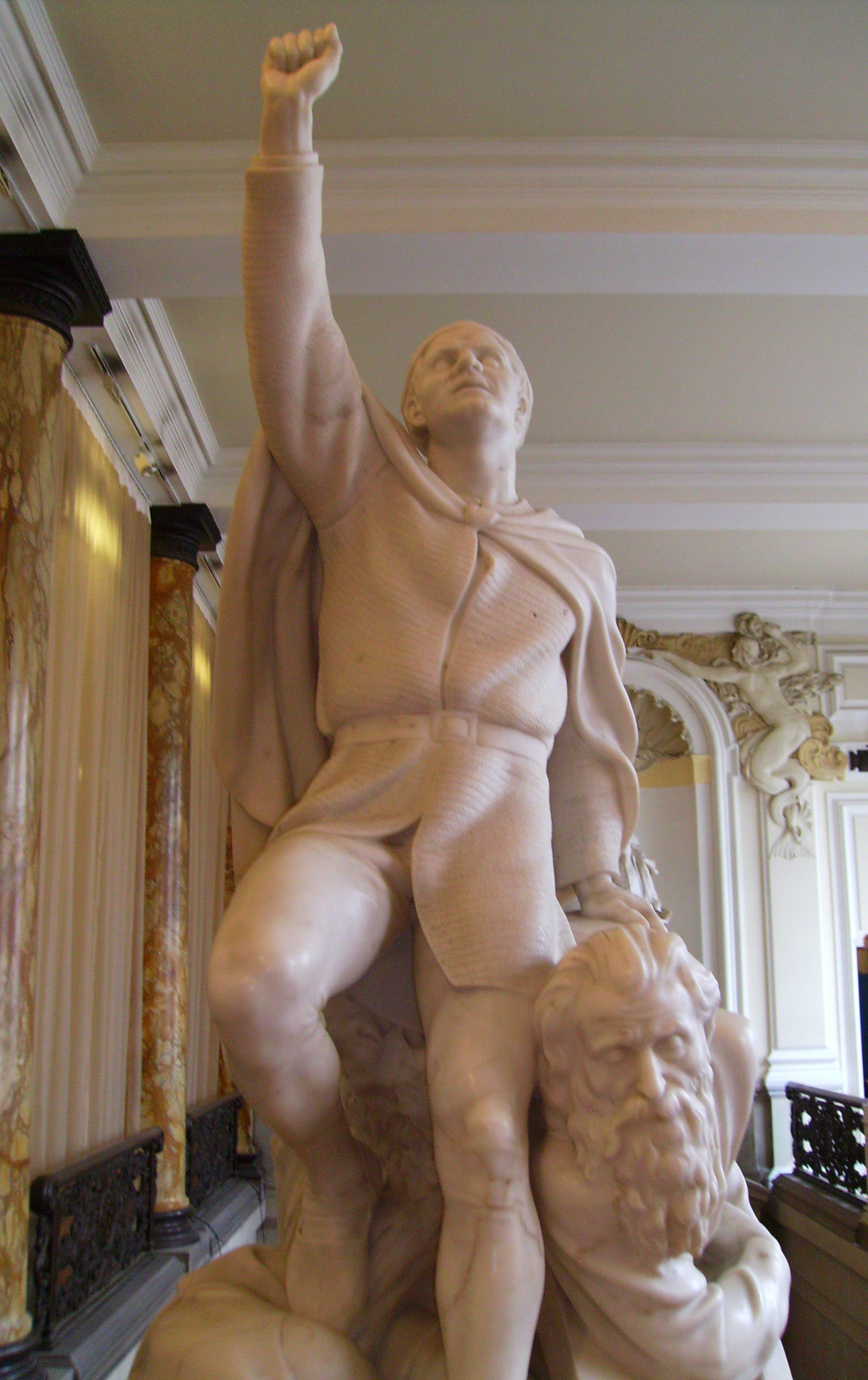
Llywelyn Ostatni - rzeźba w ratuszu w Cardiff

Llywelyn ap Gruffydd (ur. ok. 1223, zm. 11 grudnia 1282) – ostatni książę niepodległej Walii przed jej podbiciem przez króla Anglii Edwarda I. Llywelyn lub Llewelyn ap Gruffyd, walijski książę, wnuk Llywelyna ap Iorwerth. W 1246 przejął tron po swoim wuju, Dawidzie II, jako władca Północnej Walii. W 1247, wraz z bratem Owenem jako współwładcą, złożyli hołd Henrykowi III angielskiemu, poddając mu większą część ich terytorium. W 1256, pozbawiając Owena tronu, Llywelyn rozpoczął działania na rzecz odzyskania swoich ziem. Wkrótce zaskarbił sobie lojalność innych walijskich książąt i do 1263 władał znaczną częścią Walii. Podczas Wojny Baronów sprzymierzył się z Simonem de Montfort, hrabią Leicester, przeciwko Henrykowi III. Upadek Montforta nie powstrzymał Llywelyna; w 1267 podczas Traktatu z Montgomery dał się poznać jako książę Walii – wtedy to  po raz pierwszy oficjalnie użyto tego tytułu, mimo że Llywelyn przyjął go w 1258. W 1272, gdy Edward I przejął tron angielski, Llywelyn odmówił złożenia hołdu angielskiemu władcy. Llywelyn został zabity podczas Drugiego Powstania w 1282. Był ostatnim niezależnym władcą Walii. Znany jest również jako Llewelyn ap Griffith.
Był drugim z czterech synów Gruffydda ap Llewelyna (najstarszego syna Llewelyna Wielkiego) i Seneny ferch Rhodri.
W czasie drugiej wojny baronów (1264–1267) prowadził negocjacje z przywódcą buntu Szymonem z Montfort, zanim ten zginął w bitwie pod Evesham (1265). Po śmierci Montforta negocjował z królem Henrykiem III, co doprowadziło do traktatu w Montgomery, w którym Anglicy uznali władzę Llewelyna nad całą Walią. W 1274 Llywelyn odmówił złożenia hołdu nowo koronowanemu królowi Anglii, Edwardowi I; rok później został przez niego wezwany do Chester, ale odmówił stawienia się. Z jego władzy w Walii był niezadowolony najpotężniejszy baron na pograniczu walijskim, Roger Mortimer, 1. baron Wigmore. Llywelyn zamierzał ożenić się z Eleonorą de Montfort, córką Szymona de Montfort, jednak Edward I dowiedział się o tym, że Eleonora płynie z Francji do Walii i postanowił wykorzystać okazję, opłacając piratów, którzy porwali Eleonorę; rozpoczął też przygotowania do wojny.
Jesienią 1276 Edward odrzucił mediacyjną propozycję Llywelyna i rozpoczął zbieranie armii. W listopadzie Rada Królewska uchwaliła "wojnę z Walią w obronie Królestwa". Wojna rozpoczęła się latem 1277. Przewaga wojsk Edwarda była tak miażdżąca, że Llywelyn nie próbował stawiać oporu. Anglicy zajęli rozległe obszary dawnego królestwa Gwynedd i zdobyli Anglesey. Książę Walii musiał podpisać traktat w Aberconwy, w którym zrzekał się pogranicznych terenów i uznawał zwierzchność Edwarda. Po skończonej kampanii Edward obrabował opactwo w Glastonbury, zabierając do Gloucester szczątki uznane za ciała króla Artura i Ginewry.
1 sierpnia 1278 Llywelyn złożył hołd Edwardowi, który pozwolił mu ożenić się z Eleonorą de Montfort. Ślub odbył się 13 października.
W niedzielę palmową 1282 młodszy brat Llywelyna, Dafydd ap Gruffydd, który w 1277 walczył u boku Edwarda, zaatakował i wybił angielski garnizon w zamku Hawarden, a następnie obległ Rhuddlan. Rewolta szybko rozprzestrzeniła się na inne części Walii; powstańcy zdobyli m.in. zamek w Aberystwyth; w Ystrad Tywi w południowej Walii zdobyto zamek Carreg Cennen. Llywelyn wysłał list do arcybiskupa Canterbury, Johna Peckhama, w którym przysięgał, że nie miał nic wspólnego z rebelią, jednak uznał za swój obowiązek wesprzeć brata. Edward dowiedział się o buncie w Devizes; wyruszył do Marchii Walijskich i rozpoczął zbieranie armii. Llywelyn zginął 11 grudnia w bitwie pod Orewin Bridge.